# Кадук темноволий
Кадук темноволий (Myrmotherula schisticolor) — вид горобцеподібних птахів родини сорокушових (Thamnophilidae). Мешкає в Центральній і Південній Америці.

## Опис
Довжина птаха становить 9-10 см, вага 8-10 г. Самець темно-сірий, груди і горло чорні, крила чорні, поцятковані білими смужками. Верхня частина тіла самиці оливково-коричнева, нижня частина тіла жовтувато-коричнева, горло дещо світліше.

## Підвиди
Виділяють три підвиди:
- M. s. schisticolor (Lawrence, 1865) — південно-східна Мексика, Гватемала, Беліз, Гондурас, Нікарагуа, Коста-Рика, Панама, Колумбія, західний Еквадор;
- M. s. sanctaemartae Allen, JA, 1900 — північна Колумбія, північна Венесуела;
- M. s. interior (Chapman, 1914) — східна Колумбія. східний Еквадор, Перу.

## Поширення і екологія
Темноволі кадуки поширені в Центральній і Південній Америці, від мексиканського штату Чіапас до перуанського регіону Пуно. Вони живуть в підліску і середньому ярусі вологих гірських тропічних лісів на висоті від 900 до 2400 м над рівнем моря.

## Поведінка
Харчуються комахами і павуками, яких ловлять на деревах на висоті від 1 до 6 м над землею. Темноволі кадуки часто приєднуються до змішаних зграй птахів. Сезон розмноження в Коста-Риці триває з березня по липень, у Венесуелі з грудня по лютий. Гніздо прикріплюється до горизонтальної гілки на висоті до 2 м над землею. В кладці 2 яйця білого або кремового кольору.